# Vaurien
Il Vaurien è una deriva dotata di tre vele (randa, fiocco e spinnaker), utilizzato per l'introduzione alla pratica della vela.

## Descrizione
Il Vaurien è una deriva di grande successo grazie alla sua semplicità di conduzione e gestione. Progettata nel 1951 dal francese Jean Jacques Herbulot, il Vaurien deve il suo successo anche grazie all'economicità del progetto che il nome stesso ricorda: Vaurien in francese si pronuncia come vaut rien, cioè non vale niente. Grazie al suo scafo a spigolo il Vaurien consente una gestione molto semplice ai neofiti; sotto raffica e con onda esprime doti davvero straordinarie. Si lascia condurre sempre con facilità e, ben governata, è in grado di regalare grandi emozioni. Il progetto è nato nel 1951 ed è stato lanciato nel 1952 al Salone Nautico di Parigi.
Fu presto adottato anche da celebri scuole di vela come Les Glénans e il Centro Velico Caprera, rivelandosi subito la barca scuola ideale. Il suo costo accessibile, grazie soprattutto all'uso del compensato marino, contribuì non poco al suo successo. Il cantiere Petàin di La Trinitè sur Mer fu il primo cantiere ad avviarne la produzione di serie, con 400 unità per anno. Nel 1959 i Vaurien in circolazione erano 4500 in tutta Europa. I Paesi Bassi furono il primo paese dopo la Francia in cui il Vaurien riscosse grande successo. Dal 1961 il Vaurien è Classe Velica Internazionale riconosciuta dall'ISAF.
Costruttori italiani: cantiere Gavazzi (compensato marino e vetroresina) e cantiere Faccenda (vetroresina) entrambi con sede a Rosignano Solvay (LI).